# 瀨棚線
瀨棚線（日语：／ Setana sen */?）曾經是一條連結北海道渡島支廳（現在的渡島綜合振興局）管內的山越郡長萬部町的國縫站，橫斷渡島半島至檜山支廳（現在的檜山振興局）管內的瀨棚郡瀨棚町（現在的久遠郡瀨棚町）的瀨棚站，屬於日本國有鐵道（國鐵）的鐵路線（地方交通線）。根據國鐵再建法的施行獲指定為第2次廢除對象路線，1987年（昭和62年）3月16日廢除。

## 路線資料
- 管轄：日本國有鐵道（國鐵）
- 路段（營業距離）：國縫站－瀨棚站間 48.4公里[1][2][新聞 2]
- 軌距：1,067毫米（窄軌）[1]
- 站數：11個（包括起點站）
- 複線路段：沒有（全線單線）
- 電氣化路段：沒有（全線非電氣化（日语：非電化））[1]
- 閉塞方式：Tablet閉塞式
可交會車站：3（花石、今金、丹羽）[注釋 1]
- 有人站：瀨棚、北檜山、丹羽、今金、種川、花石

## 歷史
在濑棚线开通以前，国缝站和濑棚町之间曾有每日运行的合乘马车连接。1918年（大正7年）时每日有1对马车运行，于早8时从国縫和濑棚出发，并在珍古边和今金转车。到达濑棚的时间则为晚8时，而国缝则为晚7时，车费共180钱，冬季则使用马拉雪橇运行。
濑棚线原本根据輕便鐵道法建设，但并未纳入铁道敷设法。此外，在改正铁道敷设法别表第130号中亦规划了由函馆本线今金站连接至八云站的线路，但并未建设。1929年12月13日，部分区间开通后，剩余区间于1932年11月1日通车。
濑棚线曾主要承担濑棚港的货物运输，但由于汽车的普及，集中箱运输逐渐转为机动性更为强的公路运输，导致濑棚线日渐衰落。
1980年，随着國鐵再建法的颁布，濑棚线被指定為第2次特定地方交通線，並在國鐵分割民營化前的1987年3月16日停運。
- 1929年（昭和4年）12月13日：國縫至花石之間(16.6km)的瀨棚線開通。新設茶屋川站、美利河站與花石站。
- 1930年（昭和5年）10月30日：花石至今金之間(14.0km)的延伸部分開通。新設種川站、今金站。
- 1932年（昭和7年）11月1日：今金至瀨棚之間(17.8km)的延伸部分開通，瀨棚線全線開通。新設丹羽站、東瀨棚站與瀨棚站。
- 1956年（昭和31年）
  - 4月1日 新設神丘站。
  - 12月25日 新設北住吉站。
- 1966年（昭和41年）10月1日 東瀨棚站改名為北檜山站[1]。函馆站 - 瀬棚站新设急行列车“濑棚”[4]。
- 1974年（昭和49年）6月30日：不再运行蒸汽机车[5]。长万部站 - 瀬棚站运行列车“再见SL”（由C11 207牵引）[4]。
- 1979年（昭和54年）3月10日 美利河站无人化[新聞 3]。
- 1982年（昭和57年）11月22日：申请作为第2次特定地方交通線废除[4]。
- 1983年（昭和58年）9月1日 全線(48.4km)的貨運服務停止。
- 1984年（昭和59年）6月22日 被指定為第2次特定地方交通線。
- 1987年（昭和62年）
  - 3月15日 最终运行日。国缝站 - 濑棚站运行“再见濑棚线”告别列车[4][6]。
  - 3月16日 全線(48.4km)废除[2][4][1][新聞 1]。由函館巴士以巴士路線取代服務。

## 运行形态
在此線內，濑棚線所有列車都是以各站停車來運行，基本上所有列車會在長萬部站開出和作終點站，但亦有运行于今金站 - 濑棚站的区间列车。
在停用前，只有1对由函館站直通的急行（其後定為快速）「瀨棚」列車運行（詳細請參看快速「鳶尾花」）。列車車長是屬長萬部站車長區（舊長萬部車長區・舊函館車長區長萬部分區）。
- 1986年11月1日运行图调整时（废除前年）[8]
  - 长万部站 - 今金站：下行7班、上行6班
  - 今金站 - 濑棚站：下行8班、上行9班

## 車站列表
所在地、接續路線的公司名以廢除時為準。所有車站都位於北海道。
| 中文站名 | 日文站名 | 英文站名 | 站間距離 | 營業距離 | 接續路線               | 所在地                  | 所在地                  |
| -------- | -------- | -------- | -------- | -------- | ---------------------- | ----------------------- | ----------------------- |
| 國縫     |          |          | -        | 0.0      | 日本國有鐵道：函館本線 | 渡島支廳 山越郡長萬部町 | 渡島支廳 山越郡長萬部町 |
| 茶屋川   |          |          | 5.6      | 5.6      |                        | 渡島支廳 山越郡長萬部町 | 渡島支廳 山越郡長萬部町 |
| 美利河   |          |          | 6.6      | 12.2     |                        | 檜山支廳 瀨棚郡         | 今金町                  |
| 花石     |          |          | 4.4      | 16.6     |                        | 檜山支廳 瀨棚郡         | 今金町                  |
| 北住吉   |          |          | 6.1      | 22.7     |                        | 檜山支廳 瀨棚郡         | 今金町                  |
| 種川     |          |          | 3.1      | 25.8     |                        | 檜山支廳 瀨棚郡         | 今金町                  |
| 今金     |          |          | 4.8      | 30.6     |                        | 檜山支廳 瀨棚郡         | 今金町                  |
| 神丘     |          |          | 3.3      | 33.9     |                        | 檜山支廳 瀨棚郡         | 今金町                  |
| 丹羽     |          |          | 3.5      | 37.4     |                        | 檜山支廳 瀨棚郡         | 北檜山町                |
| 北檜山   |          |          | 5.6      | 43.0     |                        | 檜山支廳 瀨棚郡         | 北檜山町                |
| 瀨棚     |          |          | 5.4      | 48.4     |                        | 檜山支廳 瀨棚郡         | 瀨棚町                  |

## 停運後的狀況
- 花石至北住吉之間路線現在為國道230號的繞道。

### 新聞
1. 1 2  “「これが最後－」”. 北海道新聞 (北海道新聞社). (1987年3月16日)
2. ↑  “瀬棚線 バス転換 正式決定”. 北海道新聞 (北海道新聞社). (1986年2月4日)
3. ↑  . 鉄道公報 (日本国有鉄道総裁室文書課). 1979-03-08: 2.

## 外部連結
- 有關此線的詳細資料[永久]（日語）